# Иващенко, Инга Валентиновна
И́нга Валенти́новна Ива́щенко (род. 6 марта 1967, Луганск) — российская художница по куклам и дизайнер интерьеров.

## Биография
Родилась 6 марта 1967 года в Луганске.
Окончила художественно-графическое отделение Мурманского педагогического училища. В качестве художника-декоратора работала в Мурманском областном театре кукол и в телекомнании ГТРК Мурман. В 2000 году переехала в Москву и занялась изготовлением художественных кукол. Первоначально изготавливала кукол из гипса, позднее стала делать их из фарфора. Для изготовления купол использует кружево и шёлк ручной работы. Принимала участие во многих специализированных выставках. Работы Иващенко находятся в частных коллекциях Израиля, Испании, Норвегии, России и США.

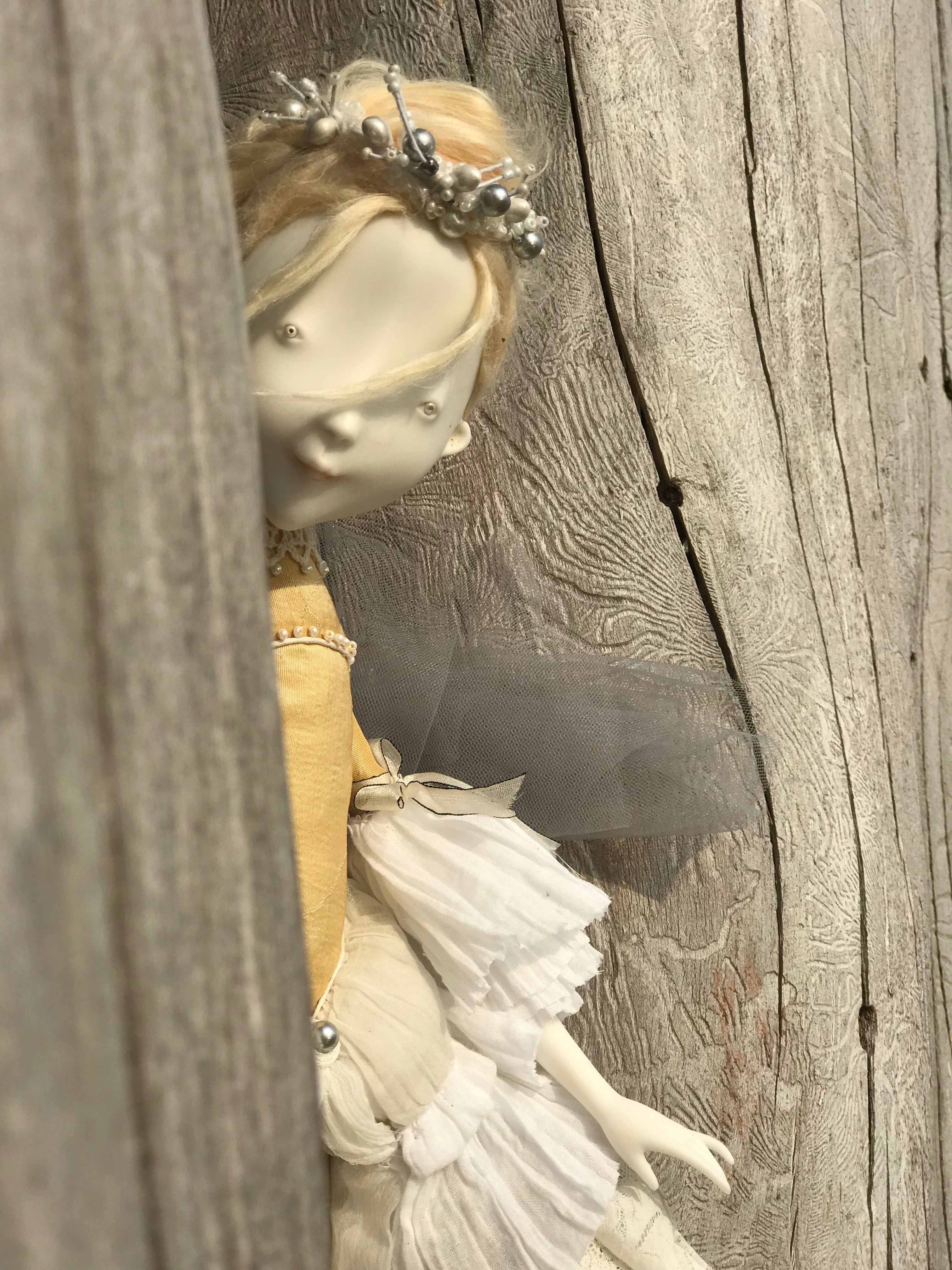
Проект «The Princess coming…» 5-й Европейский Фестиваль «DollArt Riga 2018», Рига, Латвия
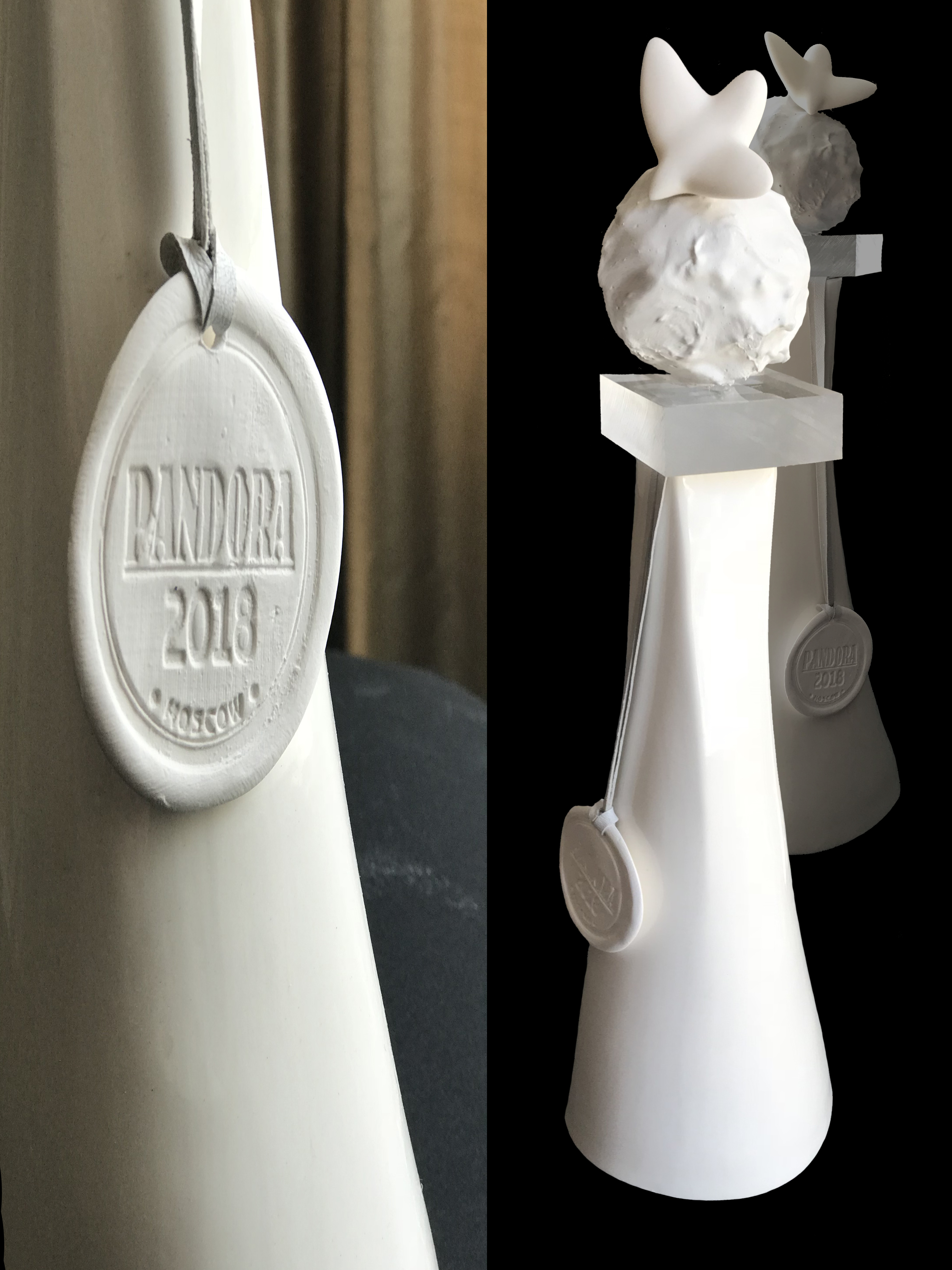
Приз Пандора Платинум 2018, автор Инга Иващенко
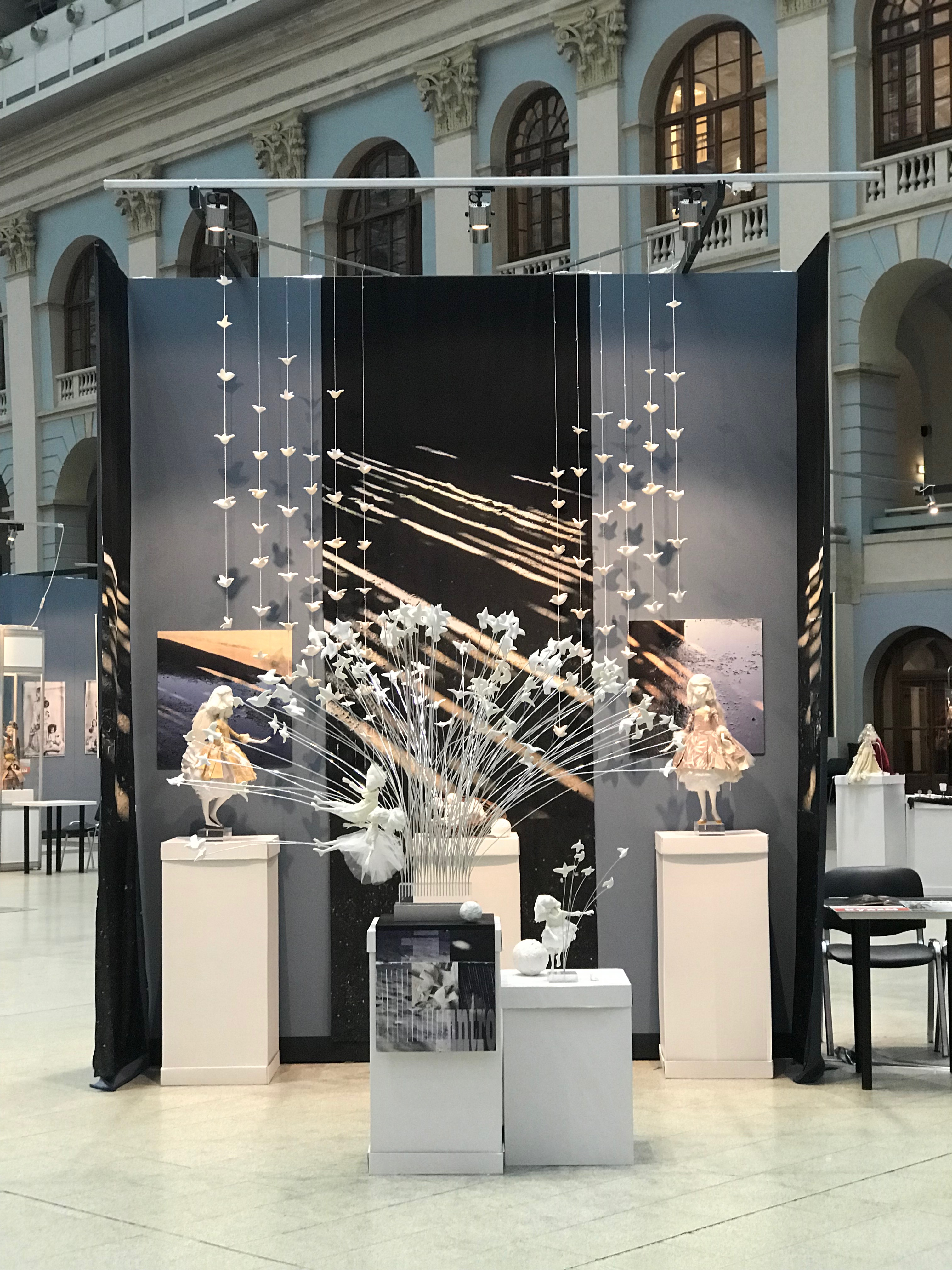
Проект ИНТРО.Выставка «Искусство Куклы», Москва, 2017
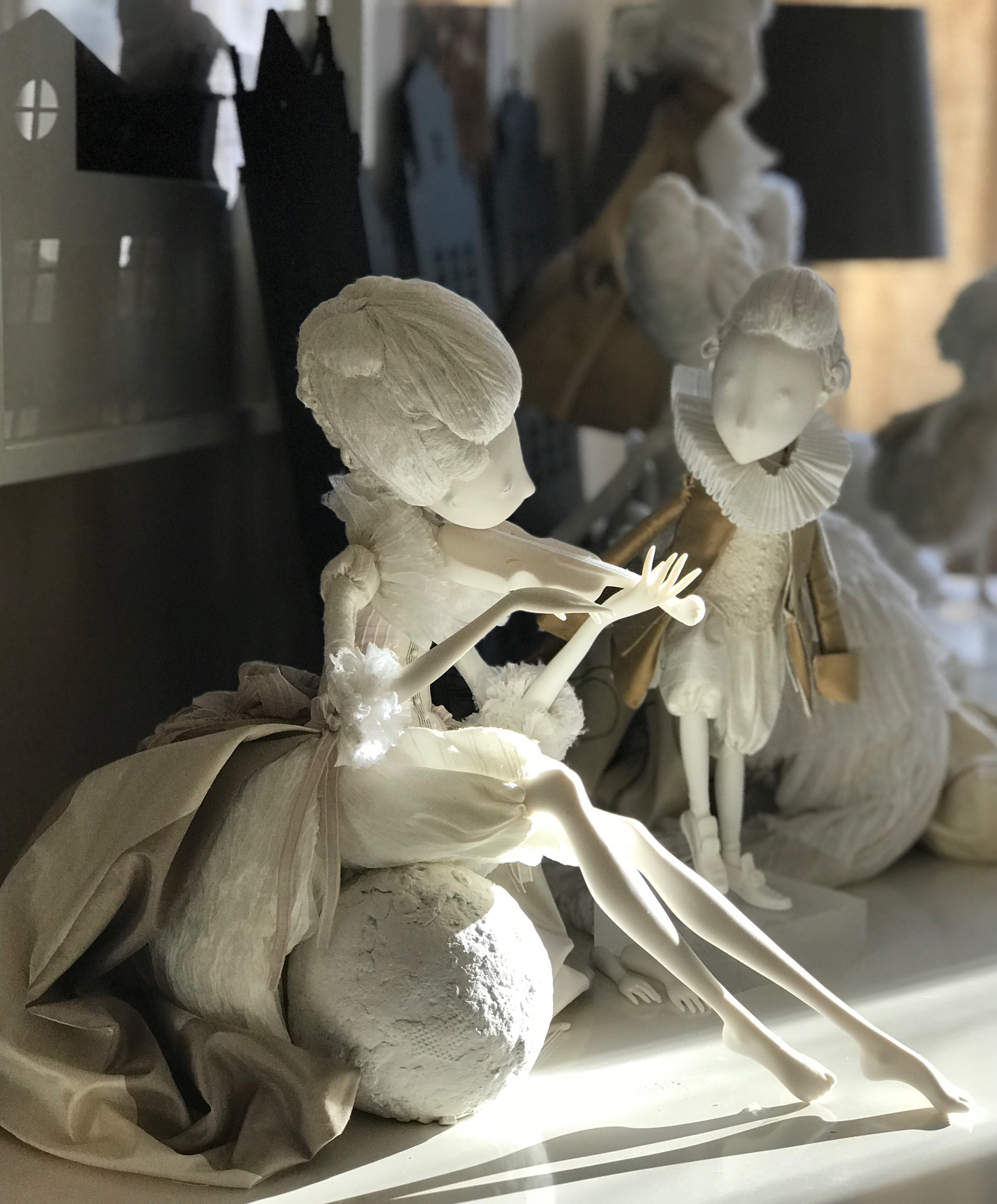
Международная Выставка Художественных кукол и марионеток, Прага 2017